# مطبخ روسي

المطبخ الروسي متنوع تنوعًا كبيرًا بما أن روسيا أكبر دولة في العالم،  وتمتد على مساحات شاسعة وعلى مناطق مختلفة العادات والتقاليد. أصبح المطبخ الروسي مشهورا في العالم كله منذ وقت طويل. وبعد أن وصلت بعض المأكولات الروسية الأصيلة (الكافيار وأصناف السمك الأحمر والقشطة أو «سميتانا» والحنطة السوداء ودقيق الجودار الخ) أو أشهر الاطباق الروسية («ستودين» و«شي» و«أوخا» و«بليني») إلى قوائم الطعام في المطاعم في جميع أنحاء العالم، إلى جانب تأثير فن الطبخ الروسي بصورة مباشرة وغير مباشرة، على مطابخ شعوب أخرى. وفي نهاية القرن التاسع عشر وبداية القرن العشرين بدأ المطبخ الروسي ينافس المطبخ الفرنسي الشهير من حيث تأثيره وشعبيته في أوروبا.

## نبذة تاريخية

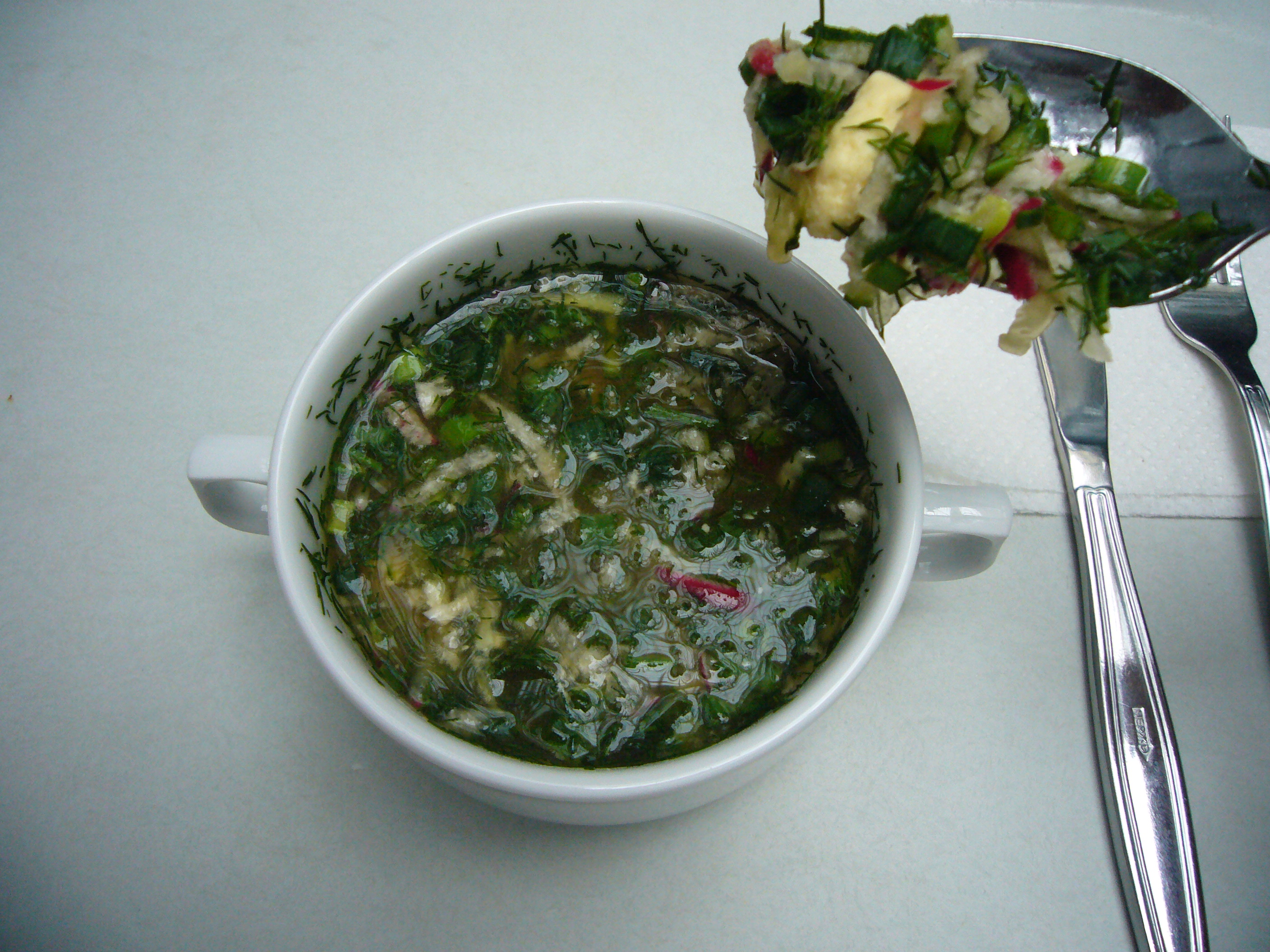
Okroshka

قطع المطبخ الروسي القديم دربا طويلا في تطوره، ليمر عبر عدة مراحل هامة. وبدأ يتطور بسرعة في القرن التاسع الميلادي ليبلغ أوجه في القرنين الخامس عشر والسادس عشر. وقد تشكلت خلال هذه المرحلة الملامح والخصائص الأساسية لفن الطهي الروسي. وشهدت بداية هذه المرحلة ظهور خبز الجودار وهو يعتبر حتى يومنا هذا جزءاًً لا يتجزأ من أية مأدبة في روسيا، إلى جانب شتى المأكولات المصنوعة من العجين والفطائر الروسية. وفي الوقت نفسه ابتكر الروس مجموعة متنوعة من المشروبات منها الـ«كيسيل» الذي كان يصنع في البداية من حبوب الشوفان والقمح والجودار وبعد فترة بدأ الروس يستخدمون من مختلف أنواع الفواكه في إعداده. كما احتلت العصائد بشتى أنواعها حيزا هاما في قائمة الطعام الروسية بعد أن كان تناولها قبل ذلك يقتصر على الأفراح والمناسبات الدينية. كما كان طعام الروس القدماء يتألف من السمك وأنواع الفطر، لكن اللحم بقى طعاما نادرا على مائدتهم. وتزامنت بداية هذه المرحلة مع مجيء المسيحية إلى الأراضي الروسية، مما أدى إلى تقسيم جميع أنواع المأكولات إلى مجموعتين: أولاهما هي الأطباق في فتر الصوم (المنتجات النباتية والفطر والسمك) وثانيهما هي الأطباق الأخرى (المنتجات اللبنية والبيض واللحم). وتجدر الإشارة إلى أن عدد أيام الصوم في السنة لدى المسيحيين الأرثوذكس يتراوح ما بين 192 و216 يوما، وهذا ما أدى إلى ظهور عدد كبير من الأطباق لفترة الصوم واستخدام كافة أنواع الخضر والفواكه والأعشاب والحبوب والتوابل والزيوت النباتية (زيت القنب والبندق والخشخاش والزيتون وعباد الشمس) وابتكار أساليب طبخها العديدة. وتجنب الطباخون والطباخات خلط مختلف أنواع الخضر واللحوم في طبق واحد باستثناء أصناف الحساء التي كانت متنوعة ومحببة لدى الروس.

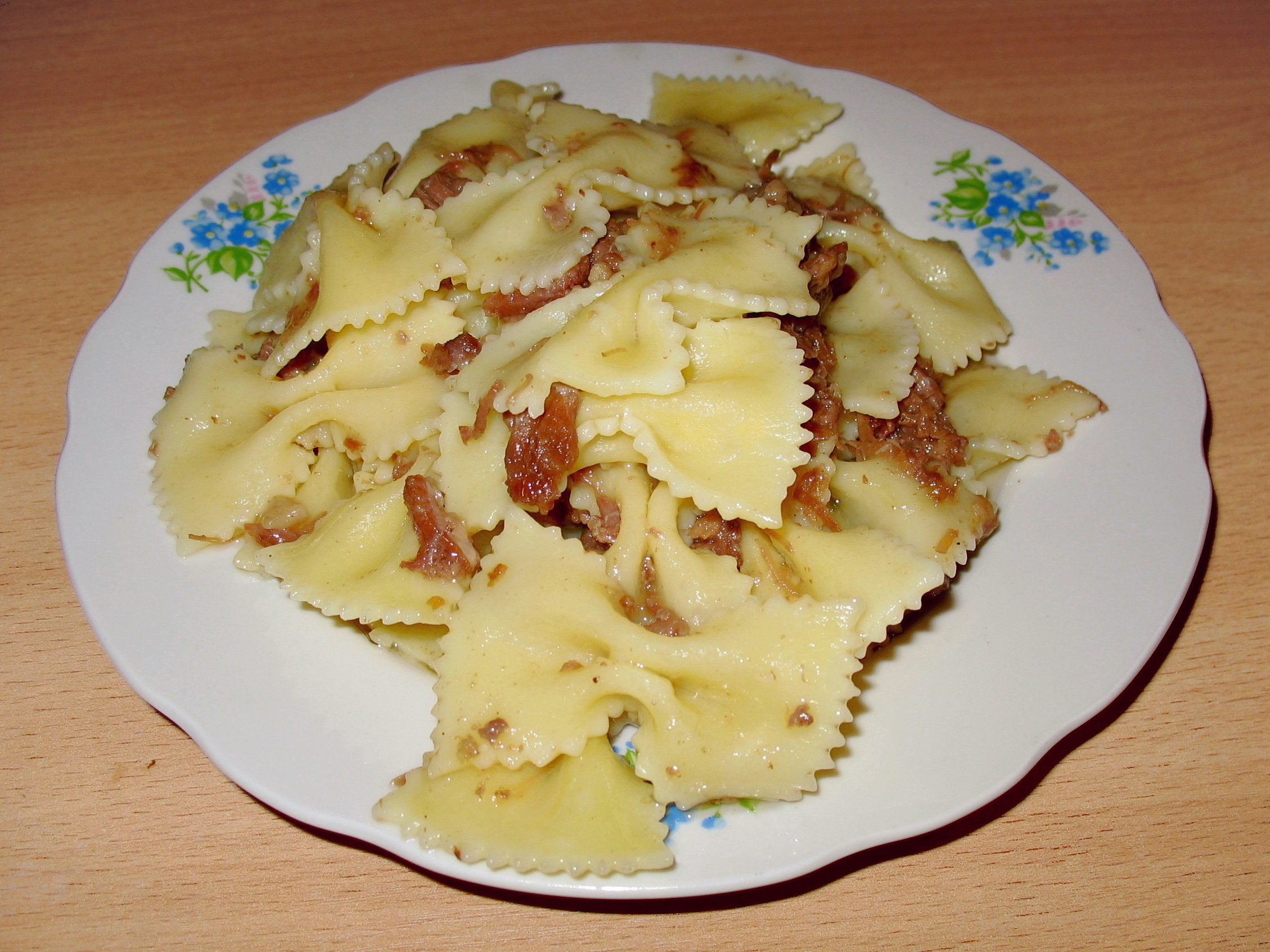
طبق الباستا باللحم

بدأ في منتصف القرن السادس عشر المرحلة الثانية في تطوير المطبخ الروسي. وخلال القرنين السادس عشر والسابع عشر شهد المجتمع الروسي تعمق الفجوة الاجتماعية بين الشريحة الحاكمة والأثرياء من جهة والناس العاديين من جهة أخرى. وجرى عندئذ تبسيط قائمة الطعام على مائدة الفلاحين بسبب تدهور الظروف الاجتماعية والحروب وفترات الفتنة، فيما بلغ فن الطهي في بيوت التجار الاثرياء والأمراء والنبلاء ازدهارا لا نظير له. وازداد عدد المأكولات على مائدتهم وأصبحت الاطباق التقليدية أكثر تعقيدا كما تسرب عدد من الأطباق الأجنبية معظمها الشرقية، إلى المطبخ الروسي الذي كان معزولا قبل ذلك. ولأن الروس كانوا في السابق يتناولون اللحم الملمح أو المسلوق فقط، ففي تلك الفترة ظهر على مائدة الأفراح الروسية الكباب واللحم المشوي ولحم الفراخ والصيد. وبعد انضمام أراضي إمارتي أستراخان وقازان وأقاليم بشكيريا وسيبيريا إلى روسيا في القرنين السادس عشر والسابع عشر، ازداد تأثير المطبخ الشرقي وبالدرجة الأولى المطبخ التتري على تقاليد الطهي الروسية. وفي هذه الفترة تعرف الروس على الأطباق المصنوعة من العجين («لابشا» و«بيلميني»، مثلا) وعلى الحلويات الشرقية والفواكه المجففة (الزبيب والمشمش والتين الخ) إلى جانب الليمون والشاي الذين أصبح تناولهما تقليدا في روسيا. كان الروس يحبون الحلويات منذ القدم، إذا كانوا يصنعون مختلف أصناف المربى المتنوعة (من الفواكه وبعض الخضر مثل الجزر) والفطائر الحلوة وكعكعات العسل («بريانيك» و«كوفريشكا») والفواكه المسكرة. وفي النصف الثاني من القرن السابع عشر وصل إلى روسيا سكر القصب وترك إثرا هائلا في أساليب الطبخ وتنوع الحلويات، حيث كانت معظمها قبل ذلك مصنوعة على أساس العسل.
كانت مائدة الأثرياء والنبلاء تتسم بوفرة الأطباق والمأكولات التي كان عددها يبلغ 50 طبقا، أما على مائدة القيصر فكان يتراوح عددها بين 150 و200 طبق. وغالبا ما كان الطباخون الروس يختارون طيور التم والوزات وأسماك الزجر والحفش ليطبخوها، علما بأن وزن بعض الأسماك كان يبلغ 200 كيلوغرام ويتطلب حملها جهود 3 أو 4 اشخاص. وأحيانا كانت مأدبة الغداء في القصر القيصري تستمر أكثر من 8 ساعات. أما المرحلة التالية من تاريخ المطبخ الروسي فيعتقد المؤرخون انها بدأت في نهاية القرن السابع عشر وبداية القرن الثامن عشر وانتهت في مطلع القرن التاسع عشر. وخلال تلك الفترة بات واضحا انقسام المطبخ الروسي إلى جزئين منفصلين – المطبخ الشعبي ومطبخ النخبة الحاكمة. وإذا ما كان مطبخ النبلاء في القرن السابع عشر يحتفظ بطابعه القومي، فابتداء من عهد بطرس الأول ازداد تأثير التقاليد الأوروبية في فن الطهي الروسي. وأعلن بطرس الأول عن فتح «نافذة على أوروبا»، ومن أهم عناصر استراتيجيته لتحديث وتغريب النخبة الروسية كان إجبار الارستقراطيين على تناول الأطباق والمشروبات الغربية بدلا من المأكولات التقليدية. كما كان القيصر يرسل النبلاء الشباب إلى أوروبا للدراسة والعمل، حيث اعتادوا على تناول المأكولات الأوروبية.

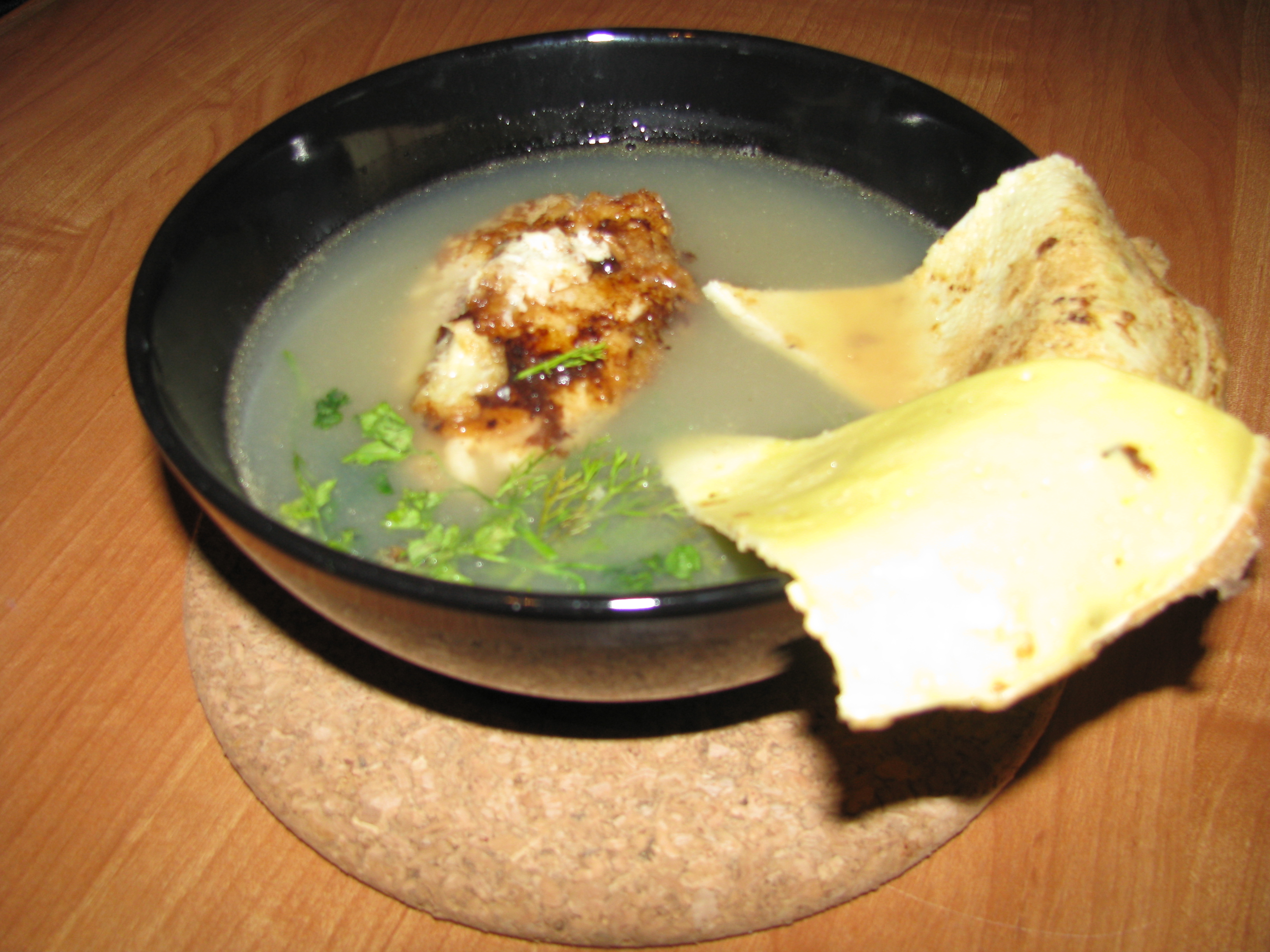

لكن بعد تحقيق النصر في الحرب الوطنية على قوات نابليون في عام 1812، بدأ النبلاء يستعيدون الروح الوطنية والفخر بالتقاليد الروسية الأصيلة بما فيها تقاليد الطهي.
وفي عام 1918 حاول فاسيلي ليفشين الملاك من مقاطعة تولا، جمع وصفات الأطباق الروسية القديمة لأول مرة في كتابه «المذكرات الاقتصادية»، لكنه اضطر إلى الاعتراف بأن تقاليد الطهي الروسية أصبحت في حالة انحطاط. لكن بداية القرن التاسع عشر شهدت عودة كثير من الأثرياء والمثقفين إلى ما حققه المطبخ الروسي في القرن السادس عشر. وتجدر الإشارة إلى أن ظهور الطبقة الوسطى في المجتمع الروسي وتنمية المدن وزيادة عدد المثقفين في البلاد، وكل هذه التغيرات أسهمت في انعاش اهتمام الروس بتاريخهم وثقافتهم وطبعا، بالمطبخ الروسي القديم! واعتبر البعض انه لدى روسيا طريقة خاصة تختلف عن طرق أوروبا، في كافة مجالات الحياة بما فيها السياسة والاقتصاد والمجتمع والثقافة. وحتى الشرائح العليا من المجتمع الروسي والعائلة القيصرية حاولت العودة إلى تقاليدهم القديمة وأدركت ضرورة إزالة الفجوة العميقة التي كانت تفصل النخبة عن شعوب روسيا المتعددة القوميات.

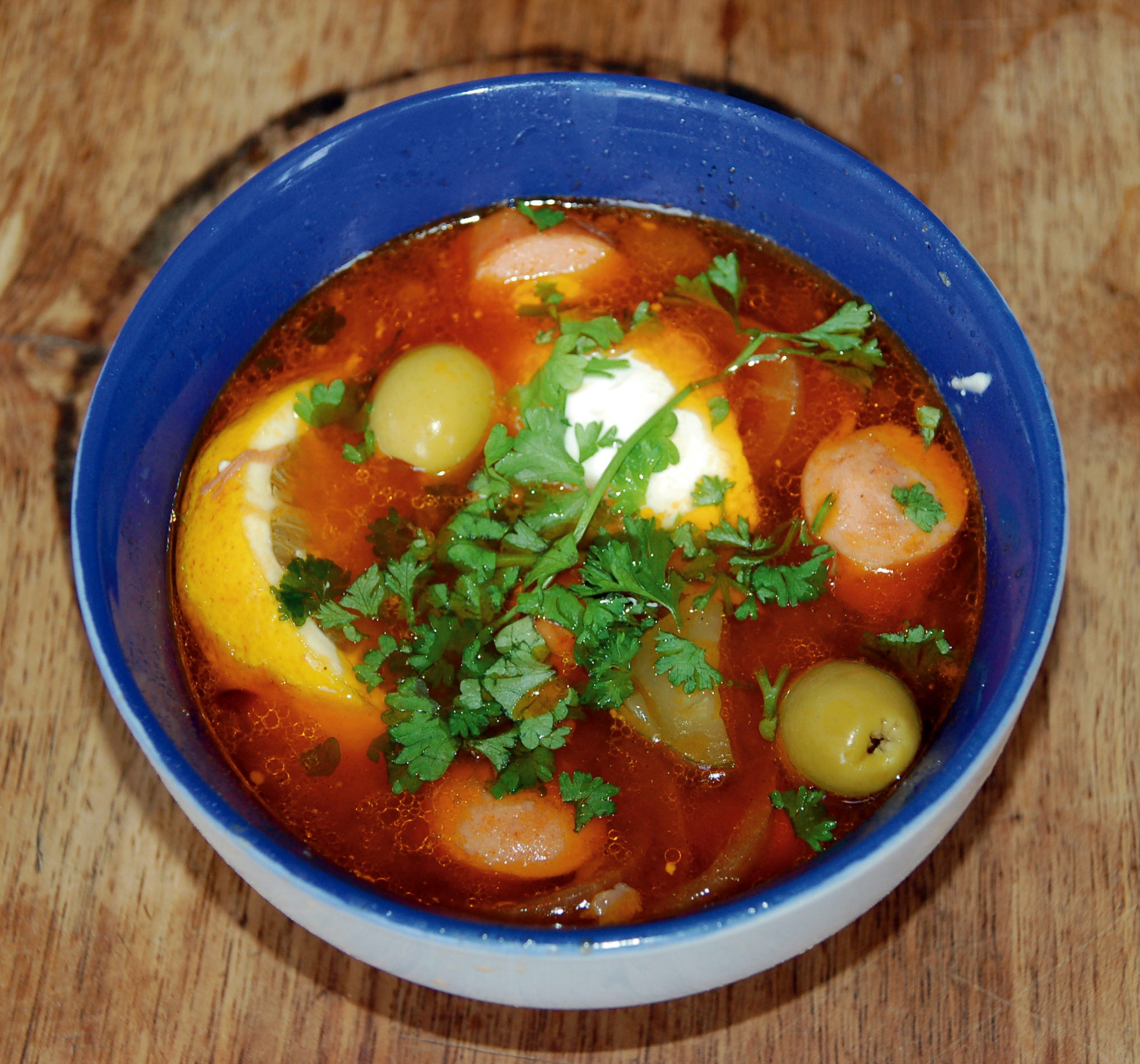
Solyanka

بقى المطبخ الروسي في تلك الفترة تحت التأثير الفرنسي، وما زال ممثلو النخبة الروسية يدعون طباخين أجانب معضمهم من فرنسا، للعمل في بيوتهم. لكن هؤلاء درسوا أساليب وخصائص فن الطهي الروسي وسعوا لإصلاح المطبخ الروسي وتحديثه دون أن يخرجوا من أطر تقاليده الأصيلة. كما أسهم الطباخون الأجانب في تأهيل الكوادر المحلية ليصل المطبخ الروسي في نهاية القرن التاسع عشر أعلى المستويات الأوروبية.
وفي الوقت نفسه جرى في المناطق الريفية بعيدا عن العاصمتين بطرسبورغ وموسكو، العمل الكثيث على جمع المعلومات حول تقاليد الطهي لدى الفلاحين وانعاش الاطباق القديمة. وظهر عدد كبير من الدراسات في تاريخ الطهي وكتب الطباخة. كما بدأ تبلور مفهوم المطبخ الروسي بمعنى أوسع ليضم بعض أطباق شعوب روسيا الأخرى، وبالدرجة الأولى، الأطباق الأوكرانية والبيلوروسية، علما بأن مطابخ الشعوب الثلاثة تستند إلى قاعدة واحدة هي المطبخ الروسي القديم. لكن وصول البلاشفة إلى السلطة وتبني المشروع الشيوعي ملاحقة الأديان وانهيار التركيب التقليدي للمجتمع، كل ذلك ألحق اضرارا جسيمة بتقاليد الطهي لجميع شعوب الاتحاد السوفيتي. وعلاوة على خطر إقامة الاحتفالات في المناسبات الدينية بتقاليدها ومأكولاتها الخاصة، شجعت السلطات السوفيتية النساء على الاندماج في المجتمع والمشاركة بنشاط في جميع مجالات الحياة واستيعاب كافة المهن المفتوحة للرجال، بدلا من القيام برعاية البيت والأطفال. كما أنشأت الحكومة شبكة مطاعم عامة كانت تقدم عددا محدودا من المأكولات معدة انطلاقا من المعايير الموحدة لجميع أنحاء الاتحاد السوفيتي! وفي يومنا هذا نأمل في انتعاش فن الطهي الروسي الأصيل بعد فتح آلاف المطاعم الروسية ليس في موسكو وبطرسبورغ فقط، بل في روسيا كلها، إلى جانب زيادة الاهتمام بالمطبخ الروسي في العالم وروسيا نفسها وعودة ممثلي القوميات الروسية إلى تراثهم الشعبي والديني.

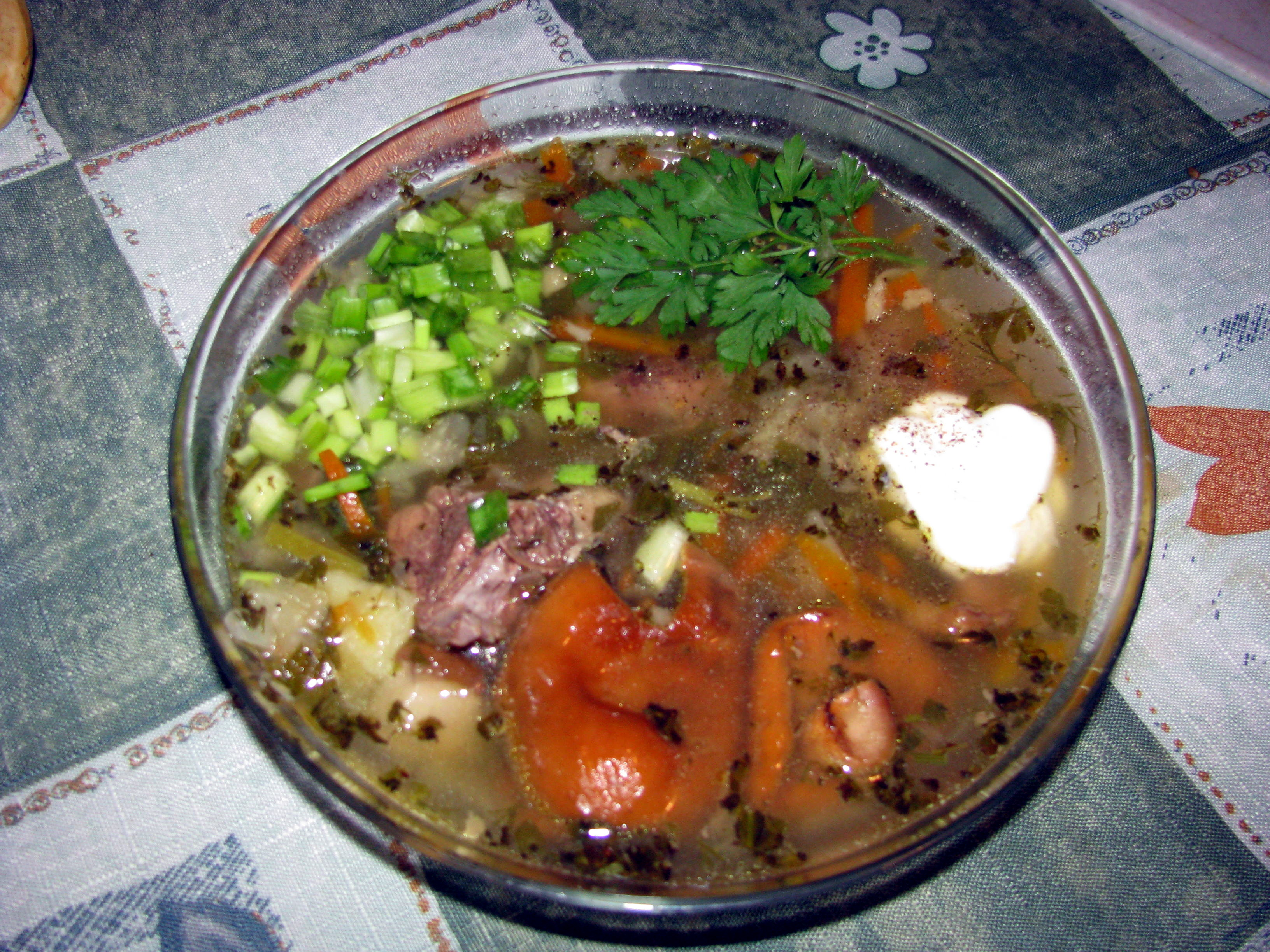
Shchi

## المطبخ البارد
يعتبر تحضير شوربة الـ «شي» أو (شوربة الملفوف) بسيطا للغاية حيث يستخدم فيها الملفوف الطازج دون طبخه سابقا. وهذه الشوربة لا تحتوي على اللحوم أو اية منتجات حيوانية، ولهذا ممكن تناولها في أيام الصوم عند المسيحيين. تعرف شوربة البورش في كل أنحاء روسيا، إلا أن تاريخها بدأ في أوكرانيا وبيلوروسيا وفي مناطق روسيا الجنوبية. وهذه الشوربة لا تزال حتى يومنا هذا مأكلا شعبيا محبوبا. وتعتبر شوربة البورش من بين أروع ما ابتكره المطبخ الروسي مع الفطائر على أنواعها.